# Апис (филм)
Апис је југословенски телевизијски филм из 1991. године. Режирао га је Дејан Мијач, а сценарио је писао Миодраг Илић.

## Улоге
| Глумац            | Улога                      |
| ----------------- | -------------------------- |
| Петар Божовић     | Драгутин Димитријевић Апис |
| Предраг Ејдус     | Александар I Карађорђевић  |
| Петар Банићевић   | Никола Пашић               |
| Душан Јакшић      | Александар Машин           |
| Марко Николић     | Љубомир Вуловић            |
| Богољуб Динић     | Петар Мишић                |
| Богдан Диклић     | Петар Живковић             |
| Миодраг Лазаревић | Јован Авакумовић           |
| Предраг Тасовац   | Стојан Протић              |
| Лепомир Ивковић   | Војислав Танкосић          |
| Раде Марковић     | Политикант                 |
| Борис Андрусовић  | Љубомир Живковић           |
| Бошко Пулетић     | Ђорђе Генчић               |
| Васа Пантелић     | Енглески посланик          |
| Раде Поповић      | Аустроугарски посланик     |
| Драган Оцокољић   | Милан Новаковић            |
| Енвер Петровци    | Тамничар                   |
| Андреја Маричић   | Владимир Туцовић           |
| Бранислав Платиша | Велимир Вемић              |
| Душан Војновић    | Милан Миловановић Пилац    |
| Рамиз Секић       | Јован Атанацковић          |
| Лидија Плетл      | Милка Новаковић            |
| Миленко Павлов    | Раде Малобабић             |
| Зинаид Мемишевић  | Мухамед Мехмедбашић        |
| Дарко Томовић     | Љубомир Јовановић Чупа     |
| Родољуб Симић     | Владимир Јовановић         |
| Мирослав Петровић | Дамјан Поповић             |
| Синиша Ћопић      | Ђорђе Константиновић       |
| Бранко Јеринић    | Темељко Јовановић          |
| Момчило Животић   | Пуковник Петар Нешић       |
| Борис Андрушевић  | Љубомир Живковић, министар |